# New Augusta
New Augusta – miasto w Stanach Zjednoczonych, w stanie Missisipi, siedziba administracyjna hrabstwa Perry.